# Cryptosulidae
Cryptosulidae zijn een familie van mosdiertjes uit de orde Cheilostomatida en de klasse van de Gymnolaemata.

## Geslachten
De volgende geslachten zijn bij de familie ingedeeld:
- Cryptosula Canu & Bassler, 1925
- Harmeria Norman, 1903